# Liste der denkmalgeschützten Objekte in Grins
Die Liste der denkmalgeschützten Objekte in Grins enthält die 14 denkmalgeschützten, unbeweglichen Objekte der Tiroler Gemeinde Grins im Bezirk Landeck in Österreich.

## Denkmäler
| Foto |                 | Denkmal                                                                                 | Standort                                 | Beschreibung | Metadaten |
| ---- | --------------- | --------------------------------------------------------------------------------------- | ---------------------------------------- | --- | --- |
| ja   | Datei hochladen | Bauernhaus, Micheles Haus HERIS-ID: 39086 Objekt-ID: 38791 TKK: 23318                   | Grins 19 Standort KG: Grins              | Zweigeschoßiges Mittelflurhaus mit kleiner Freitreppe und einem mehrfach gekehlten Spitzbogenportal mit Verstäbung. Freskenschmuck und kleiner Erker im Erdgeschoß. | BDA-Hist.: Q37986974 Status: Bescheid Stand der BDA-Liste: 2025-06-30 Name: Bauernhaus, Micheles Haus GstNr.: .98/1 Bauernhaus, Micheles Haus, Grins   |
| ja   | Datei hochladen | Bauernhaus, beim Vescht HERIS-ID: 39087 Objekt-ID: 38792 TKK: 23316                     | Grins 59 Standort KG: Grins              | Zweigeschoßiges Mittelflurhaus mit abgefastem gotischen Hausteinportal. Zwei Freskenmedaillons Madonna und hl. Antonius und Architekturmalerei aus 1713. | BDA-Hist.: Q37986989 Status: Bescheid Stand der BDA-Liste: 2025-06-30 Name: Bauernhaus, beim Vescht GstNr.: .50 Bauernhaus, beim Vescht, Grins         |
| ja   | Datei hochladen | Volksschule Grins HERIS-ID: 76525 Objekt-ID: 90105 TKK: 23345                           | Grins 69 Standort KG: Grins              | Die Volksschule wurde von 1952 bis 1954 erbaut, das Sgraffito schuf Norbert Strolz laut Inschrift 1953. | BDA-Hist.: Q38144604 Status: § 2a Stand der BDA-Liste: 2025-06-30 Name: Volksschule Grins GstNr.: 86/3                                                 |
| ja   | Datei hochladen | Kath. Pfarrkirche hl. Nikolaus HERIS-ID: 76526 Objekt-ID: 90106 TKK: 18244              | Grins 79a Standort KG: Grins             | Mächtiger spätbarocker Saalbau von 1775 bis 1779 erbaut, der Plan wird Baumeister Franz Singer zugeschrieben. Gewölbemalereien vom Maler Matthäus Günther aus 1779. Figuren von Andreas Kölle aus 1723. Relief Madonna von Franz Xaver Renn aus 1840. Barockes Orgelgehäuse mit Brüstungspositiv von Johann Anton Fuchs aus dem Ende des 18. Jahrhunderts, Orgelwerk von Karl Reinisch aus 1914. | BDA-Hist.: Q19971369 Status: § 2a Stand der BDA-Liste: 2025-06-30 Name: Kath. Pfarrkirche hl. Nikolaus GstNr.: .23 Pfarrkirche Grins                   |
| ja   | Datei hochladen | Widum Grins HERIS-ID: 55382 Objekt-ID: 64014 TKK: 23319                                 | Grins 89 Standort KG: Grins              | Der gotische Bau stammt aus dem 15./16. Jahrhundert (?) mit Umbauten um 1950, die Fassadierung wurde um 1980 erneuert. Die Haupterschließung des zweigeschoßigen, unterkellerten Baus unter Satteldach erfolgt von Süden über eine doppelläufige, gemauerte Freitreppe und ein gotisches Spitzbogenportal zum Mittelflur. Unter der Freitreppe befindet sich ein abgefastes Rundbogenportal zum Keller. Die Fenster haben eine architektonisch, gemalte Rahmung. An der östlichen Traufseite Sgraffito Maria mit Kind um 1980 von Martin Fleisch. | BDA-Hist.: Q38065186 Status: § 2a Stand der BDA-Liste: 2025-06-30 Name: Widum Grins GstNr.: .27                                                        |
| ja   | Datei hochladen | Falskapelle HERIS-ID: 76709 Objekt-ID: 90299 TKK: 23363                                 | Standort KG: Grins                       | Die Falskapelle (auch Fallskapelle) wurde von einem Kriegsteilnehmer aus Dankbarkeit für die Wiederkehr aus dem Unabhängigkeitskrieg von 1866 erbaut, 1957 wurde sie instand gesetzt. Gemauerter Kapellenbildstock mit schindelgedecktem Satteldach, an der Ostseite vergitterte Rundbogenöffnung, dahinter in der Nische auf gemauerter Mensa eine Madonnenskulptur. | BDA-Hist.: Q38145412 Status: § 2a Stand der BDA-Liste: 2025-06-30 Name: Falskapelle GstNr.: 35/1                                                       |
| ja   | Datei hochladen | Lärchkapelle HERIS-ID: 76712 Objekt-ID: 90302 TKK: 23365                                | Standort KG: Grins                       | Die Lärchkapelle auf einem Bergrücken westlich von Grins ist ein spätbarocker Bau, im 19. Jahrhundert erweitert. | BDA-Hist.: Q38145459 Status: § 2a Stand der BDA-Liste: 2025-06-30 Name: Lärchkapelle GstNr.: 1788 Lärchkapelle, Grins                                  |
| ja   | Datei hochladen | Friedhof Grins HERIS-ID: 76529 Objekt-ID: 90109 TKK: 69930                              | Grins 79a Standort KG: Grins             | Schmiedeeisenkreuze aus dem 18. und aus der 1. Hälfte des 19. Jahrhunderts, besonders reich das Rokokokreuz der Familie Weiskopf, dem Kunstschmied Johann Franz Guem zugeschrieben. | BDA-Hist.: Q38144645 Status: § 2a Stand der BDA-Liste: 2025-06-30 Name: Friedhof Grins GstNr.: 29 Friedhof Grins                                       |
| ja   | Datei hochladen | Straßenbrücke, sog. Römerbrücke HERIS-ID: 76636 Objekt-ID: 90225 TKK: 23358             | Grins 44, neben Standort KG: Grins       | Spätbarocke gemauerte Steinbrücke mit weit gespanntem Spitzbogen im Dorfzentrum mit gezimmertem Lehrgerüst aus 1639. Die Brücke ist das Wappenmotiv der Gemeinde. | BDA-Hist.: Q20165775 Status: § 2a Stand der BDA-Liste: 2025-06-30 Name: Straßenbrücke, sog. Römerbrücke GstNr.: 1845/1, 1831/1, 1821 Römerbrücke Grins |
| ja   | Datei hochladen | Bildstock HERIS-ID: 76637 Objekt-ID: 90226 TKK: 23371                                   | Grins 44, in der Nähe Standort KG: Grins | Der Nischenbildstock mit Kreuzigungsgruppe ist in die nördliche Brückenmauer integriert und wurde um 1800 errichtet. | BDA-Hist.: Q38144938 Status: § 2a Stand der BDA-Liste: 2025-06-30 Name: Bildstock GstNr.: 1845/1                                                       |
| ja   | Datei hochladen | Gempelkapelle HERIS-ID: 76652 Objekt-ID: 90241 TKK: 23362                               | Standort KG: Grins                       | Die Gempelkapelle (lt. Dehio und Tiroler Kunstkataster fälschlicherweise Tempelkapelle) stammt aus der 1. Hälfte des 19. Jahrhunderts. | BDA-Hist.: Q38145010 Status: § 2a Stand der BDA-Liste: 2025-06-30 Name: Gempelkapelle GstNr.: 1835 Gempelkapelle, Grins                                |
| ja   | Datei hochladen | Bildstock Scheibenbühel HERIS-ID: 76654 Objekt-ID: 90243 TKK: 23367                     | Grins 7, in der Nähe Standort KG: Grins  | Bildstock am Scheibenbichl, als Nischenbildstock mit barocker Kreuzigungsgruppe aus dem 18. Jahrhundert. | BDA-Hist.: Q38145060 Status: § 2a Stand der BDA-Liste: 2025-06-30 Name: Bildstock Scheibenbühel GstNr.: 575/2                                          |
| ja   | Datei hochladen | Gedächtniskapelle hl. Florian HERIS-ID: 55381 Objekt-ID: 64013 TKK: 23359               | Grins 43, bei Standort KG: Grins         | Die Kapelle wurde bei der Römerbrücke am linken Ufer des Mühlbaches zur Erinnerung an die Toten der beiden Weltkriege und zur Erinnerung an den Dorfbrand von 1945 errichtet. Fresko vom Bildhauer Johannes Obleitner aus 1948. | BDA-Hist.: Q38065178 Status: § 2a Stand der BDA-Liste: 2025-06-30 Name: Gedächtniskapelle hl. Florian GstNr.: .70                                      |
| ja   | Datei hochladen | Ortskapelle hl. Johannes Nepomuk HERIS-ID: 112460 Objekt-ID: 130653 TKK: 23366seit 2015 | Graf 129d Standort KG: Grins             | Ein 1730 südlich des heutigen Standorts errichteter Vorgängerbau dieser Kapelle wurde 1929 bei einem Hochwasser zerstört, der Neubau 1934 errichtet und 1935 geweiht. Aufgrund des Baus der Arlberg Schnellstraße wurde ein nochmaliger Neubau 1991 notwendig. Dieser Neubau nach einem Entwurf von Franz Ladner weist einen quadratischen Mauerbau auf, auf dessen Grundquadrat auch der Turm und die Vorhalle eingeschrieben sind. Diese Vorhalle wird aus einem Walmdach mit pyramidenförmiger Glasoberlichte gebildet, das über den Turm weitergezogen wurde. Die Belichtung des Inneren erfolgt durch ein Rundfenster an der Ostseite und Lichtschlitzen an Süd- und Ostseite. Im Inneren ein Glasfenster mit Szenen und symbolhafter Darstellung des. hl. Johannes von Nepomuk. | BDA-Hist.: Q37831118 Status: Bescheid Stand der BDA-Liste: 2025-06-30 Name: Ortskapelle hl. Johannes Nepomuk GstNr.: 882/1 Nepomuk-Kapelle, Grins      |